# Circuit du Port de Dunkerque
Le Circuit du Port de Dunkerque est une course cycliste française, créée en 1925, qui se déroule à Dunkerque dans le département du Nord.  
Elle est consacrée aux Amateurs jusqu'en 1951, puis ouverte aux Professionnels de 1952 à 1976 avant de revenir entièrement aux Amateurs en 1978.
De 1996 à 2004, son appellation est remplacée par le Trophée (ou circuit) Jean Bart, mais retrouve son nom d'origine en 2005.

## Palmarès
| Année     | Vainqueur                                          | Deuxième                                           | Troisième                                          |
| --------- | -------------------------------------------------- | -------------------------------------------------- | -------------------------------------------------- |
| 1925      | Marceau Seguin                                     | Maurice Roussel                                    | Raymond Duforest                                   |
| 1926      | Non disputée à cause d'une grève des dockers       | Non disputée à cause d'une grève des dockers       | Non disputée à cause d'une grève des dockers       |
| 1927      | Marceau Seguin                                     | Henri Jacobs                                       | René Boudeweel                                     |
| 1928      | Calixte Verbrugghe                                 | Louis Calcoen                                      | Maurice Vanderbrusse                               |
| 1929      | Henri Deudon                                       | Henri Deconinck                                    | Georges Vanderdonck                                |
| 1930      | Michel Catteeuw                                    | Aubert Winsingues                                  | Abel Pinseel                                       |
| 1931      | Joseph Knockaert                                   | Jules Lengagne                                     | Achille Leenaerts                                  |
| 1932      | Michel Catteeuw                                    | Raymond Debruyckere                                | Émile Bruneau                                      |
| 1933      | Octaaf Verbeke                                     | Albert Van Daele                                   | Rémi Decroix                                       |
| 1934      | François Blin                                      | Jules Pyncket                                      | Maurice Cacheux                                    |
| 1935      | Cyriel Van Overberghe                              | Constant Dysers                                    | Joseph Moerenhout                                  |
| 1936      | Emiel Vandepitte                                   | Aimé Lievens                                       | Jérôme France                                      |
| 1937      | Rémi Hendryckx                                     | Noël Declercq                                      | Gaston Denys                                       |
| 1938      | Georges Christiaens                                | Maurits Raes                                       | Roger Dujardin                                     |
| 1939-1946 | Non disputée à cause de la Seconde Guerre mondiale | Non disputée à cause de la Seconde Guerre mondiale | Non disputée à cause de la Seconde Guerre mondiale |
| 1947      | César Marcelak                                     | Victor Codron                                      | Étienne Tahon                                      |
| 1948      | Roger Dequesne                                     | René Lafosse                                       | Roger Schoon                                       |
| 1949      | René Van Becelaere                                 | Maurice Lefèbvre                                   | Élie Blasigh                                       |
| 1950      | César Marcelak                                     | Édouard Klabinski                                  | Roger Verdoolaeghe                                 |
| 1951      | Roger Dequesne                                     | Raoul Ben                                          | José Beyaert                                       |
| 1952      | Gilbert Desmet                                     | Julien Pascal                                      | Maurice Lefèbvre                                   |
| 1953      | Emiel Van der Veken                                | César Marcelak                                     | Léopold Degraeveleyn                               |
| 1954      | Henri Van Kerckhove                                | André Noyelle                                      | Raymond Grujon                                     |
| 1955      | César Marcelak                                     | Lucien Taillieu                                    | André Messelis                                     |
| 1956      | Henri Denys                                        | Léopold Degraeveleyn                               | Jean Gosselin                                      |
| 1957      | Willy Truye                                        | Roger Verbeke                                      | Adhémar De Blaere                                  |
| 1958      | René Grossier                                      | Julien Pascal                                      | Jozef Hendrickx                                    |
| 1959      | Alfons Beeckaert                                   | Gilbert Scodeller                                  | André Noyelle                                      |
| 1960      | Pierre Everaert                                    | Maurice Munter                                     | Claude Sénicourt                                   |
| 1961      | Piet van Hees                                      | Joop van der Putten (nl)                           | Theo Sijthoff (nl)                                 |
| 1962      | Arnould Flecy                                      | Piet Oellibrandt                                   | Willy Bocklant                                     |
| 1963      | Etienne Vercauteren                                | Carmine Preziosi                                   | André Noyelle                                      |
| 1964      | Julien Gekière                                     | Jean-Marie Poppe                                   | René Couchez                                       |
| 1965      | Herman Van Loo                                     | Ludo Janssens                                      | Eric Demunster                                     |
| 1966      | Ludo Vandromme                                     | Georges Delvael                                    | Piet Braspennincx                                  |
| 1967      | Julien Delocht                                     | Jean-Marie Leblanc                                 | Eric Demunster                                     |
| 1968      | José Samyn                                         | Emile Bodart                                       | Bernard Vandekerkhove                              |
| 1969      | Joseph Mathy                                       | Ronny Van De Vijver                                | Georges Smissaert                                  |
| 1970      | Noël Vantyghem                                     | Jacky Coene                                        | José Catieau                                       |
| 1971      | Jean-Marie Leblanc                                 | Jaak De Boever                                     | Daniel Van Ryckeghem                               |
| 1972      | Jacky Coene                                        | Alain Vasseur                                      | Willy Van Neste                                    |
| 1973      | Eddy Verstraeten                                   | Gerard Vianen                                      | Barry Hoban                                        |
| 1974      | Michael Wright                                     | Herman Vrijders                                    | Nigel Dean (de)                                    |
| 1975      | Patrick Sercu                                      | Nigel Dean (de)                                    | José Vanackere                                     |
| 1976      | Serge Vandaele                                     | Paul Clinckart                                     | Jean-Luc Vandenbroucke                             |
| 1977      | Non organisée                                      | Non organisée                                      | Non organisée                                      |
| 1978      | Hugues Cosaert                                     | Didier Vanoverschelde                              | Alain Molmy                                        |
| 1979      | Guy Leleu                                          | Philippe Poissonnier                               | André Van Haecke                                   |
| 1980      | Roger Milliot                                      | Michael Mampaye                                    | Alain Deloeuil                                     |
| 1981      | Jozef Lieckens                                     | Luc Van De Vel                                     | André Trache                                       |
| 1982      | Michel Cornelise                                   | Gilles Lorgnier                                    | Luc Van De Vel                                     |
| 1983      | Bruno Wojtinek                                     | Peter Sanders (en)                                 | Guy Bricnet                                        |
| 1984      | Jacques Dutailly                                   | Wim Arras                                          | Willem Wijnant                                     |
| 1985      | Pascal Limousin                                    | Alain Deloeuil                                     | William Pérard                                     |
| 1986      | Jean-François Laffillé                             | Erik Peeters                                       | Marc Seynaeve                                      |
| 1987      | Jean-François Laffillé                             | Michel Cornelise                                   | Alain Deloeuil                                     |
| 1988      | Pascal Limousin                                    | Jean-François Laffillé                             | Pascal Badin                                       |
| 1989      | Jean-François Laffillé                             | Henry Kes                                          | Laurent Desbiens                                   |
| 1990      | Jean-François Laffillé                             | Bruno Zuliani                                      | Jan van Berkum                                     |
| 1991      | Arturas Kasputis                                   | Remigius Lupeikis                                  | Fabrice Debrabant                                  |
| 1992      | Pierre Dewailly                                    | Zdzisław Wrona                                     | Albert Delrue                                      |
| 1993      | Jean-François Laffillé                             | Wim Feys                                           | Franky Van Haesebroucke                            |
| 1994      | David Derique                                      | Jean-François Laffillé                             | Grégory Barbier                                    |
| 1995      | Grégory Barbier                                    | Jean-François Laffillé                             | Fabrice Debrabant                                  |
| 1996      | Pascal Popieul                                     | Grégory Barbier                                    | Franckie Monte                                     |
| 1997      | Pascal Popieul                                     | Denis Saba                                         | Franckie Monte                                     |
| 1998      | Alois Pfleger                                      | Loïc Vasseur                                       | Fabrice Debrabant                                  |
| 1999      | Fabrice Debrabant                                  | Jean-Philippe Loy                                  | Geoffrey Demeyere                                  |
| 2000      | Plamen Stoyanov                                    | Fabrice Debrabant                                  | Franckie Monte                                     |
| 2001      | Fabrice Paumier                                    | Jurgen De Buysschere                               | Sébastien Six                                      |
| 2002      | Bart Heirewegh                                     | Kenny De Block                                     | Miika Hietanen                                     |
| 2003      | Jussi Veikkanen                                    | Gaylor Bouchart                                    | Julien Livoury                                     |
| 2004      | Aivaras Baranauskas                                | Tony Cavet                                         | Samuel Bonnet                                      |
| 2005      | Jérémie Derangère                                  | Léo Fortin                                         | Julien Guiborel                                    |
| 2006      | Martin Mortensen                                   | Franck Charrier                                    | Dominique Rollin                                   |
| 2007      | Steven Van Vooren                                  | Guillaume Malle                                    | Romain Villa                                       |
| 2008      | Jelle Wallays                                      | Franck Charrier                                    | Benoit Jarrier                                     |
| 2009      | Adam Blythe                                        | Jarl Salomein                                      | Tobyn Horton                                       |
| 2010      | Arthur Vanoverberghe                               | Arnaud Démare                                      | Thomas Chamon                                      |
| 2011      | Lucas Persson                                      | Thomas Van Haecke                                  | Niels Nachtergaele                                 |
| 2012      | Tim De Troyer                                      | Benjamin Cantournet                                | Stijn Van Roy                                      |
| 2013      | Pierre Drancourt                                   | Alexandre Gratiot                                  | Axel Flet                                          |
| 2014      | Benoit Daeninck                                    | Bruno Armirail                                     | Arthur Fobert                                      |
| 2015      | Pierre Drancourt                                   | Kevin Lalouette                                    | Vincent Ginelli                                    |
| 2016      | Axel Flet                                          | Théo Sagnier                                       | Nicolas Garbet                                     |
| 2017      | Florian Deriaux                                    | Samuel Leroux                                      | Antoine Leleu                                      |